# Rally Postojna
Rally Postojna bolj znan kot Rally Posojnska jama je bil prvič na sporedu leta 2004. Potekal pa je že na različnih lokacijah od okolice Pivke, Logatca, Vipavske doline pa vse tja do Portoroža. Leta 2007 pa je obiskal tudi sosednji Trst. V začetnih izvedbah je ta avtomobilistična dirka zajela znamentiti vojaški poligon Poček, kjer je bila hitrostna preizkušnja povsem makadamska. Rally je bil v vseh teh letih organiziran pod taktirko Marjana Nagodeta in je vedno imel internacionalni pridih, kajti vedno so prišli tudi dirkači in tujine predvsem pa iz Češke republike. Darko Peljhan je pa najuspešnejši dirkač na tem rallyju, kajti kot edinemu mu je uspelo zmagati dvakrat. 

## Zmagovalci
| Leto | Dirkač            | Sovoznik     | Dirkalnik              |
| ---- | ----------------- | ------------ | ---------------------- |
| 2004 | Darko Peljhan     | Igor Kacin   | Mitsubishi Lancer EVO8 |
| 2005 | Andrej Jereb      | Miran Kacin  | Subaru Impreza N11     |
| 2006 | Tomaž Kaučič      | Peter Zorenč | Subaru Impreza N11     |
| 2007 | Karel Trojan jun. | Petr Řihák   | Mitsubishi Lancer EVO9 |
| 2008 | Darko Peljhan     | Igor Kacin   | Mitsubishi Lancer EVO9 |